# Wyspa Mackenziego Kinga
Wyspa Mackenziego Kinga (ang. Mackenzie King Island) – należąca do Kanady bezludna wyspa w Archipelagu Arktycznym na Oceanie Arktycznym. Należy do archipelagu Wysp Królowej Elżbiety.
Jej powierzchnia wynosi 5048 km², co czyni ją 26. co do wielkości wyspą Kanady. Maksymalna wysokość to 457 m n.p.m.